# Dioscuria
Dioscuria és una característica d'albedo a la superfície de Mart, localitzada amb el sistema de coordenades planetocèntriques a 49.67 ° latitud N i 40 ° longitud E. El nom va ser aprovat per la UAI l'any 1958 i fa referència a Dioscúrias, colònia de Milet, a la costa oriental de l'Euxí.